# Lombardini
Lombardini ist ein italienischer Hersteller von Verbrennungsmotoren mit Hauptsitz in Reggio nell’Emilia. Lombardini ist Teil der US-amerikanischen Kohler Company.

## Geschichte
Zusammen mit seinem Partner Pietro Slanzi gründete Adelmo Lombardini 1922 eine Motorenproduktion. 1933 stieg Lombardini aus dieser Firma aus, um zusammen mit seinen Brüdern Alberto und Rainero das Unternehmen Officine Meccaniche Fratelli Lombardini zu eröffnen.
In den 1960er Jahren wurden die ersten Auslandsvertretungen in Frankreich, Spanien und Deutschland installiert. Durch die Übernahme von ACME in Valdobbiadene bei Treviso bekam Lombardini die Technologie zum Bau von Benzinmotoren.
Lombardini war ein Familienunternehmen, bis es im April 1999 an den US-amerikanischen Automobilzulieferer Mark IV Industries verkauft wurde. Ende desselben Jahres erwarb Lombardini den italienischen Rivalen Ruggerini.
Seit 22. Juni 2007 befand sich Lombardini als Lombardini S.r.l. a Socio Unico a Kohler Company im Eigentum der Kohler Company, im Mai 2024 wurden alle Aktivitäten im Bereich Energiesysteme (also u. a. auch Lombardini Diesel und Kohlers eigenen Benzinmotoren) als Kohler Energy ausgegliedert und mehrheitlich verkauft an Platinum Equity. Anfang 2025 firmierte Kohler Energy als Rehlko.

## Stellung am Markt
Lombardini bezeichnet sich als weltweit drittgrößten Hersteller für Dieselmotoren bis 50 kW. Zur Lombardini-Gruppe gehören einige Tochtergesellschaften (z. B. Vertriebsgesellschaften in Frankreich und Deutschland), Lombardini Marine (baut Bootsantriebe überwiegend auf Basis der Lombardini-Motoren). Außerdem wurden im Laufe der Jahre eine ganze Reihe von ehemaligen Wettbewerbern in Italien, zuletzt Ruggerini und ACME, übernommen.
Die Motoren werden als Einbaumotoren zu vielerlei Antriebszwecken eingesetzt, für Gartenmaschinen, Baumaschinen, Gabelstapler, Pumpen, Stromgeneratoren, Leicht-Kfz und auch für Motorräder. Schwerpunkt waren/sind kleinere landwirtschaftliche Geräte, seit ca. 2005 gewinnen kleinere Baumaschinen an Bedeutung.
Hauptwettbewerber waren vor allem italienische Kleinmotorenhersteller (z. B. Ducati, Ruggerini, ACME-Motori). Ende der 1980er Jahre hatte Lombardini neue wassergekühlte Motoren eingeführt, so dass als Wettbewerber die etablierten Hersteller dieser Motoren (durchweg japanisch) hinzu kamen. Seitdem Lombardini auch stärker in kleinen Baumaschinen, z. B. Rüttelplatten, eingesetzt werden, ist auch das deutsche Unternehmen Motorenfabrik Hatz in einigen Teilbereichen ein Konkurrent von Lombardini.
In den Anfängen gab es wassergekühlte Motoren und Traktoren, bis untenstehende Motoren eingeführt wurden (beginnend mit 3LD).

## Produkte
Hergestellt werden hauptsächlich Dieselmotoren, aber auch Benzinmotoren, mit einem bis zu vier Zylindern, sowohl mit Luftkühlung als auch mit Wasserkühlung. Die Leistungsbreite reicht von 4,5 kW bis ca. 60 kW (2009).

### Benzinmotoren
- Serie LGA – luftgekühlte 1-Zylinder-Benzinmotoren, Seitensteuerung. Typen siehe Herstellerseite.
- Serie Intermotor – luftgekühlte 1-Zylinder-Benzinmotoren, Seitensteuerung, ersetzt durch LGA
  - IM250, ersetzt durch LGA
  - IM300, ersetzt durch LGA
  - IM350, ersetzt durch LGA
  - IM359, ersetzt durch LGA
- Serie FOCS – wassergekühlte 2-Zylinder-Reihenmotoren, OHC.

### Dieselmotoren
- Serie 3LD – 1-Zylinder, luftgekühlt, Seil- oder E-start
  - 3LD400
  - 3LD450
  - 3LD510
- Serie 4LD – 1-Zylinder, luftgekühlt, Seil- oder E-start
  - 4LD640
  - 4LD705
  - 4LD820
- Serie 5LD – 2/3/4-Zylinder-Reihenmotor, luftgekühlt mit Axialgebläse, /T mit Turbolader
  - 5LD675-2
  - 5LD675-3
  - 5LD675-4
  - 5LD825-2
  - 5LD825-3
  - 5LD825-4
  - 5LD825-4/T
  - 5LD930-3
  - 5LD930-4

- Serie 6LD – 1-Zylinder, luftgekühlt, Seil- oder E-Start. Sonderausführungen mit Kraftabnahme an Nockenwelle (bis 325), Kurbelstart an Schwungrad, senkrechter Kurbelwelle, Rechtslauf.
  - 6LD260
  - 6LD325
  - 6LD360
  - 6LD400, 6LD401
  - 6LD435
  - 6LD440

- Serie 7LD – 1-Zylinder, luftgekühlt, Seil- oder E-Start. Sonderausführungen mit Kurbelstart an Schwungrad, (später) Kurbelstart an Nockenwelle (Hauptkraftabnahme am Schwungrad), senkrechter Kurbelwelle
  - 7LD600
  - 7LD665
  - 7LD740

- Serie 8LD – 2-Zylinder-Reihenmotor, luftgekühlt mit Axialgebläse
  - 8LD600-2
  - 8LD665-2
  - 8LD740-2

- Serie 9LD – 2-Zylinder-Reihenmotor, luftgekühlt mit Radialgebläse
  - 9LD560-2, 9LG561-2
  - 9LD625-2, 9LD626-2

- Serie 10LD/12LD – 2-Zylinder-Reihenmotor, luftgekühlt
  - 10LD360-2
  - 10LD400-2
  - 12LD440-2
  - 12LD475-2

- Serie 12LD477-2 – 2-Zylinder-Reihenmotoren, luftgekühlt mit Radialgebläse, übernommen von Ruggerini. Der Motor ist grundverschieden von Serie 10LD/12LD, trägt nur deren Namen.
  - 12LD477-2

- Serie 11LD – 3-Zylinder-Reihenmotor, luftgekühlt mit Axialgebläse
  - 11LD400-3 (vermutlich nie gebaut)
  - 11LD535-3 (wurde eingesetzt z. B. für PGS California 40 Allrad-Knicklenker)
  - 11LD625-3, 11LD626-3

- Serie 11LD522-3 – 3-Zylinder-Reihenmotoren, luftgekühlt mit Axialgebläse, übernommen von Ruggerini. Der Motor ist grundverschieden von Serie 11LD, trägt nur deren Namen. Möglicherweise nicht als Lombardini verkauft.
  - 11LD522-3

- Serie FOCS – 2/3/4-Zylinder-Reihenmotoren, wassergekühlt, Wirbelkammereinspritzung mit Pumpeninjektoren, obenliegender Nockenwelle über Zahnriemen.
  - LDW502
  - LDW602, ersetzt durch 702
  - LDW702
  - LDW903, ersetzt durch 1003
  - LDW1003
  - LDW1204, ersetzt durch 1404
  - LDW1204/T
  - LDW1404

- Serie CHD – 3/4-Zylinder-Reihenmotoren, wassergekühlt, Wirbelkammereinspritzung mit Einzel-Einsteckpumpen, hochliegender Nockenwelle über Zahnräder angetrieben. Typen siehe Herstellerseite.
  - LDW1503, ersetzt durch 1603
  - LDW1603
  - LDW2004, ersetzt durch 2204
  - LDW2204

- Serie 15LD – 1-Zylinder, luftgekühlt, Reversier- oder E-Starter, 225 bis 440 cm³, von ACME übernommen.
  - 15LD225S
  - 15LD225
  - 15LD315
  - 15LD350S
  - 15LD350
  - 15LD400
  - 15LD440S
  - 15LD440

- Serie 15LD500 – 1-Zylinder, luftgekühlt, Reversier- oder E-Starter, übernommen von Ruggerini. Der Motor ist grundverschieden von Serie 15LD, trägt nur deren Namen.
  - 15LD500

- Serie 25LD – 2-Zylinder, luftgekühlt, übernommen von Ruggerini.
  - 25LD330-2
  - 25LD425-2

- LDA422, LDW422 - 1-Zylinderdieselmotoren mit Vorkammereinspritzung mit in das Kurbelgehäuse integriertem Getriebe und Differential speziell für Leicht-KFZ entwickelt. LDA mit Luftkühlung für Indien, LDW mit Wasserkühlung für Europa.

- LDW 442 CRS und LDW 492 DCI – 2-Zylinder-Reihenmotor, wassergekühlt. Seit Ende 2008 von Ligier, Microcar, JDM und Grecav in größerer Stückzahl in Leicht-KFZ (Führerschein Klasse S ab 16 Jahren) verbaut. Märkte dafür gibt es in Europa und zukünftig vor allem in Indien (vermuteter Wachstumsmarkt). Einer der weltweit kleinsten Motoren mit elektronisch geregelter Common-Rail-Einspritzung. obenliegender Nockenwelle, Hydrostößel, 2 gegenläufigen Ausgleichswellen.

- Serie KDI. Unter der Regie von Kohler entwickelte 3- und 4-Zylinder-Motoren mit mechanisch geregelter Einspritzung (M), mit Turboaufladung (TM) oder mit Common-Rail-Einspritzung (TCR).Kohler-Dieselmotor KDI2504-TM40 in einem Fogo-Stromerzeuger

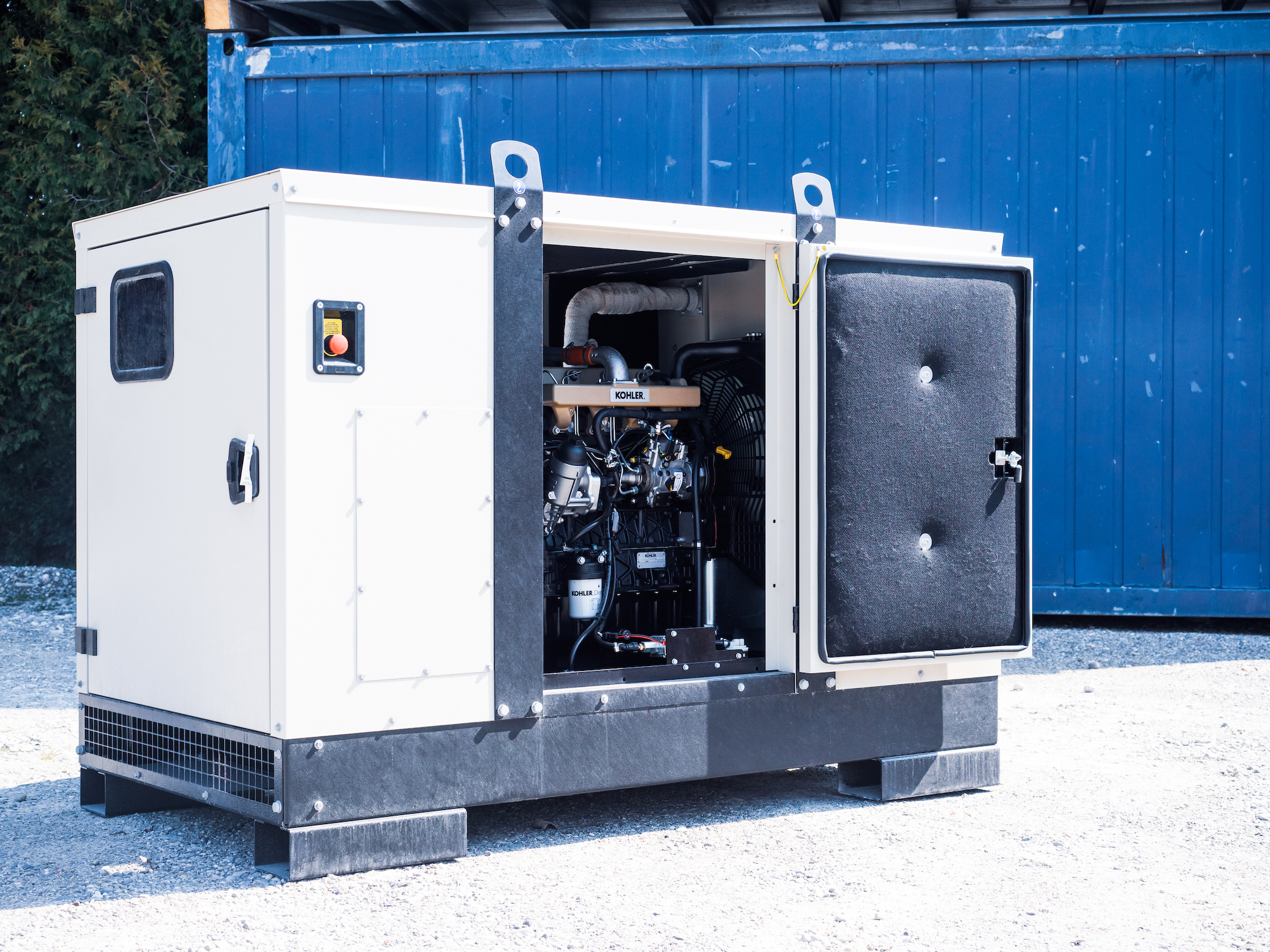
Kohler-Dieselmotor KDI2504-TM40 in einem Fogo-Stromerzeuger

  - KDI 1903M
  - KDI 2504M
  - KDI 2504TM
  - KDI 1903TCR
  - KDI 2504TCR
  - KDI 3404TCR

## Exotisches
Der Motor, der das erste in Großserie gebaute Dieselmotorrad Royal Enfield antrieb, war ein Nachbau des Lombardini 6LD325 mit ca. 6 PS produziert von Greaves Cotton.